# Bom Retiro do Sul
Bom Retiro do Sul là một đô thị thuộc bang Rio Grande do Sul, Brasil. Đô thị này có diện tích 102,327 km², dân số năm 2007 là 11130 người, mật độ 108,77 người/km².